# Eva Vítečková
Eva Vítečková, née le 26 janvier 1982 à Nové Město na Moravě, est une joueuse tchèque de basket-ball, évoluant au poste d'ailière.

## Biographie
Lors de la saison 2013-2014, Prague remporte le championnat et les play-offs en finissant la saison invaincu (41 victoires) et remporte de surcroît la Coupe de République tchèque.
Lors de la saison 2014-2015, USK Prague remporte l'Euroligue 72 à 68 face à l'UMMC Iekaterinbourg.

## Palmarès

### Club
- Euroligue 2006
- Finaliste de l'Euroligue 2005
- Championne de République tchèque 2013[4], 2014[2]
- Coupe de la République tchèque 2014[2]
- Vainqueur de l'Euroligue 2015[3]

### Sélection nationale
- Jeux olympiques d'été
  - 5e aux Jeux olympiques de 2004
- Championnat du monde de basket-ball féminin
  -  Médaille d'argent au Championnat du monde 2010[5]
  - Participation à l'édition 2006
- championnat d'Europe
  -  Médaille d'or du Championnat d'Europe 2005
  - Participation à l'édition 2001

### Distinctions personnelles
- Sélectionnée dans le meilleur cinq du championnat d'Europe 2006
- Élue dans le meilleur cinq du championnat du monde 2010[5].
- Élue dans le meilleur cinq du Championnat d'Europe 2011[6].